# Tanya Robertsová
Tanya Robertsová (nepřechýleně Roberts, rozená Victoria Leigh Blum, 15. října 1949 Bronx, New York – 4. ledna 2021 Los Angeles) byla americká herečka a modelka. Známou se stala rolemi v seriálu Charlieho andílci (1976), sitcomu That '70s Show (1998–2006), filmu Sheena (1985), stejně jako postavou Bond girl Stacey Suttonové v bondovce Vyhlídka na vraždu (1985). V průběhu 80. let se stala jedním ze sexuálních symbolů Hollywoodu.

## Osobní a profesní život
Narodila se v newyorském obvodu Bronx. V mládí se seznámila ve frontě na lístky do kina se studentem psychologie Barrym Robertsem. Krátce na to proběhla jejich svatba. Barry Roberts začal dráhu scenáristy., zatímco ona studovala herectví v Actors Studiu u Lee Strassberga a Uty Hagen. Při studiu pracovala jako učitelka tance a modelka.
Herecké zkušeností začínala čerpat nejdříve v reklamách. Ve filmu se poprvé objevila v roce 1975 v hororu Forced Entry, o čtyři roky později hrála v dalším oblíbeném hororu Past na turisty (1979). To již trvale žila s manželem v Hollywoodu. Známou se stala ztvárněním jedné ze tří hlavních agentek Julie Robertsové v posledním ročníku (1980–1981) kriminálního seriálu Charliho andílci. V září 1981 se objevila na obálce časopisu People. O rok později se objevila ve fantasy Pánu šelem (1982) jako otrokyně Kiri a v říjnu 1982 nafotila sérii nahých fotografií pro pánský časopis Playboy. Roku 1984 hrála blondýnu Sheeni, která ovládá zvířata v dobrodružné adaptaci komiksu Sheena.
Další výraznou rolí byla Bond girl Stacey Suttonová v poslední bondovce Rogera Moorea Vyhlídka na vraždu (1985). Na konci 80. let byla obsazena do role vězeňkyně, která se hodlá dostat z afrického vězení ve snímku Očistec (1988). V 90. letech si zahrála v několika erotických thrillerech jako byly Noční oči (1990), Inner Sanctum (1991) nebo Sins of Desire (1993). Eroticky zaměřené projekce zakončila seriálem Hot Line (1994), kde se objevila po boku Playmate Shannon Tweedové. Poslední rolí je postava Midge Pinciottiové z komediálního sitcomu Zlatá sedmdesátá z roku 1998. V seriálu strávila osm sezón. V roce 2006 poté, co se celkově objevila v 68 dílech oznámila, že s natáčením končí kvůli onemocnění manžela. Ten zemřel 15. června 2006 na zánět mozku. V roce 2008 napsala předmluvu ke knize Mika Pingela The Q Guide to Charlie's Angels.
Ve své kariéře byla dvakrát nominována na Razzie Awards v kategorii Nejhorší ženský herecký výkon za role ve filmech Sheena (1984) a Vyhlídka na vraždu (1985).
Tanya Robertsová byla vdaná za Barryho Robertse od roku 1974 až do jeho smrti v roce 2006. Jejich manželství bylo bezdětné. Bydlela v kalifornském Hollywood Hills.
Po návratu domů z procházky se svými psy 24. prosince 2020 zkolabovala a byla převezena do nemocnice, kde údajně zemřela. Prvotní tvrzení o úmrtí však nebylo pravdivé. Zemřela až 4. ledna 2021, den po prvním a následně odvolaném prohlášení.

## Filmografie

### Herecká – televize, film
- 1998 – That '70s Show (68 dílů do roku 2006, televizní seriál)
- 1995 – Favorite Deadly Sins (televizní film)
- 1994 – Deep Down
- 1994 – Hot Line (televizní seriál)
- 1993 – Sins of Desire
- 1992 – Takmer tehotná
- 1991 – Inner Sanctum
- 1991 – Legal Tender
- 1990 – Noční oči
- 1990 – Twisted Justice
- 1988 – Očistec
- 1987 – Body Slam
- 1985 – Vyhlídka na vraždu
- 1984 – Sheena
- 1983 – Murder Me, Murder You (televizní film)
- 1983 – Srdce a zbroj
- 1982 – Pán šelem
- 1980 – Waikiki (televizní film)
- 1979 – California Dreaming
- 1979 – Past na turisty
- 1979 – Pleasure Cove (televizní film)
- 1979 – Racquet
- 1978 – Prsty
- 1978 – Zuma Beach (televizní film)
- 1976 – Charlieho andílci (televizní seriál)
- 1976 – The Yum-Yum Girls
- 1975 – Forced Entry

### Herecká – dokumentární
- 2004 – UnConventional
- 2002 – Charlie's Angels: TV Tales (televizní film)
- 2000 – Inside A View to a Kill (video film)
- 1994 – Politically Incorrect (televizní seriál)